# Audace (1914)
«Аудаче» (італ. Audace) — ескадрений міноносець ВМС Італії типу «Аудаче».

## Історія створення
Ескадрений міноносець «Аудаче» був закладений у квітні 1912 року на верфі «Orlando» у Ліворно. Спущений на воду 4 травня 1913 року, вступив у стрій у травні 1914 року.

## Історія служби
Після вступу Італії у Першу світову війну есмінець «Аудаче» разом з «Анімозо», «Арденте», «Ардіто» та «Франческо Нулло» був включений до складу I ескадри есмінців, яка базувалась у Бріндізі. Командував кораблем капітан III рангу Канту (італ. Cantù).
У день вступу Італії у війну «Аудаче», «Ардіто» та «Анімозо» брали участь у протичовновій операції біля албанського узбережжя і біля Котора.
9 червня 1915 року есмінці «Аудаче»,  «Інтрепідо», «Імпетуозо», «Іррек'єто», «Інсідіозо», «Ардіто», «Анімозо», і крейсер-скаут «Куарто» супроводжували крейсери «Джузеппе Гарібальді» і «Веттор Пізані», здійснюючи обстріли албанського узбережжя.
11 липня есмінці «Аудаче», «Ардіто», «Анімозо», «Страле», крейсери «Куарто», «Марсала», допоміжний крейсер «Чітта ді Палермо» та міноносці «Кліо», «Кассіопея», «Калліопе», «Айроне», «Арпіа» провели десантну операцію на острові Пелагроса.
13 червня 1916 року «Аудаче» (під командуванням капітана II ранку П'яцца), разом з есмінцями «Піладе Брондзетті», «Розоліно Піло», «Антоніо Мосто» та двох міноносців прикривав безуспішну атаку торпедних човнів проти порту Сан Джованні ді Медуа на албанському узбережжі. 
Есмінці обстріляли порт, проте не завдали йому значних пошкоджень.
25 червня «Аудаче», «Інсідіозо», «Імпавідо», «Іррек'єто» та «Марсала» прикривали атаку торпедних човнів проти Дураццо, внаслідок якої був важко пошкоджений пароплав «Сараєво».
У ніч з 29 на 30 серпня 1916 року «Аудаче», який супроводжував пароплав «Бразіле» на переході з Таранто до Салонік, зіткнувся з ним та затонув в Іонічному морі.
Рештки корабля були виявлені у 2007 році на глибині 110-120 м.